# Acanthopteroctetes nepticuloides
Acanthopteroctetes nepticuloides is een vlindersoort uit de familie van de Acanthopteroctetidae. De wetenschappelijke naam van de soort is voor het eerst geldig gepubliceerd door Mey in 2011.
De soort komt voor in Zuid-Afrika.